# Zdziewuj
Zdziewuj, Zdziwuj – staropolskie imię męskie, złożone z dwóch członów: Zdzie- (Zdzi-) ("uczynić, nadać imię, zrobić") i -wuj.